# L'Infidèle (film, 1947)
Pour les articles homonymes, voir L'Infidèle.
Cet article concerne le film de Vincent Sherman. Pour le film de Louis Feuillade, voir L'Infidèle (film, 1908).
Pour plus de détails, voir Fiche technique et Distribution.
L'Infidèle (titre original : The Unfaithful) est un film américain réalisé par Vincent Sherman, sorti en 1947.

## Fiche technique
- Titre : L'Infidèle
- Titre original : The Unfaithful
- Réalisation : Vincent Sherman
- Assistant-réalisateur : James McMahon
- Scénario : David Goodis, James Gunn d'après un roman de William Somerset Maugham
- Photographie : Ernest Haller
- Montage :  Alan Crosland Jr.
- Musique : Max Steiner
- Direction artistique :  Leo K. Kuter
- Décors :  William Wallace
- Costumes :  Travilla
- Son :  Francis J. Scheid
- Producteur : Jerry Wald, Jack L. Warner
- Société de production :  Warner Bros.
- Société de distribution :  Warner Bros.
- Pays d'origine :  États-Unis
- Langue : anglais américain
- Format : Noir et blanc — 35 mm — 1,37:1 — Son : Mono
- Genre : Film dramatique, Film policier, Film noir
- Durée : 109 minutes (1 h 49)
- Dates de sortie : 
  - États-Unis : 5 juin 1947
  - France : 25 avril 1949

## Distribution
- Ann Sheridan : Chris Hunter
- Lew Ayres : Larry Hannaford
- Zachary Scott : Bob Hunter
- Eve Arden : Paula
- Jerome Cowan : Procureur
- Steven Geray : Martin Barrow
- John Hoyt : Lieutenant détective Reynolds
- Peggy Knudsen : Claire
- Marta Mitrovich : Mme Tanner
- Douglas Kennedy : Roger
- Claire Meade : Martha
- Frances Morris : Agnes
- Jane Harker : Joan
- Dorothy Christy (non créditée) : Mme Freedley